# Söderby, Funbo socken
Söderby är en by i Funbo socken, Uppsala kommun.
Byn omtalas i skriftliga källor första gången 1368 ('i Swderby') då Björn Nilsson (stjärna) pantsätter en gård och en kvarn i Söderby till Karl Ulfsson (Sparre av Tolfta). Uppsala domkyrka hade 1376 fyra landbor i Söderby, därutöver två kvarnar, varav den ena var nybyggd. Byn omfattade under 1500-talet 4 mantal frälse och en kvarn. Gårdarna ärvdes av Anna Karlsdotter (Vinstorpaätten) efter hennes son Erik Eriksson (Gyllenstierna) som i sin tur ärvt dem efter sin farmors syster Margareta Karlsdotter (Bonde). De konfiskerades av Gustav Vasa men återgavs senare till Göran Eriksson (Gyllenstierna).